# 戈亚斯州圣克鲁斯
戈亚斯州圣克鲁斯（葡萄牙語：Santa Cruz de Goiás）是巴西戈亚斯州的一个市镇。总面积1108.92平方公里，总人口3624人，人口密度3.3人/平方公里。